# Lamprologus ocellatus
Lamprologus ocellatus là một loài cá thuộc họ Cichlidae, chúng là loài đặc hữu của hồ Tanganyika. Nó là một loài cá cảnh phổ biến do kích thước nhỏ và sự thông minh.

## Đặc điểm
Cá chưa trưởng thành có chiều dài khoảng 6 mm (0,24 in) trong khi cá thể trưởng thành lên đến 5,8 cm (2,3 in) TL. Chúng có màu sắc từ màu nâu nhạt đến vàng hay hoàng kim. Những con cá này, giống như tất cả các cư dân sống trong vỏ chúng sống trong vỏ ốc. Con đực lớn hơn, và có một cạnh màu vàng trên vây lưng. Lamprologus ocellatus có thể được duy trì trong bể nuôi cá nhỏ như 5 gallons (19 l). Một vỏ rỗng bằng sành cần được cung cấp cho mỗi cá thể cùng với một lớp mỏng cát silica.
Những con cá này không được coi là một loài tích cực trong điều kiện nuôi nhốt. Tuy nhiên, chúng sẽ bảo vệ vỏ mà bao gồm lãnh thổ của chúng thậm chí chúng còn được biết đến là tấn công các tay của người nuôi cá. Chúng là loài ăn tạp và sẽ chấp nhận một loạt các loại thực phẩm cho cá chuẩn bị bao gồm flake, dạng viên nhỏ, thực phẩm đông lạnh và tôm ngâm nước muối trực tiếp hoặc bo bo. 